# Мікронавчання
Мікронавчання (англ. Microlearning) відноситься до вивчення окремих, невеликих розділів або короткострокового навчання, освіти і підготовки кадрів. Найчастіше цей термін використовується в області електронного навчання (E-learning) і суміжних областях, як принципово нова парадигма процесів навчання в опосередкованих середовищах на мікрорівнях.

## Концепція
Як навчальна технологія, мікронавчання фокусується на розробці навчальних модулів за допомогою мікрокроків у цифровому медіа-середовищі. Ця діяльність може бути включена в повсякденну рутину та завдання учня. На відміну від «традиційних» підходів до електронного навчання, мікронавчання часто тяжіє до push-технологій через push-медіа, що зменшує когнітивне навантаження на учня. У широкому сенсі мікронавчання можна розуміти як метафору, яка стосується мікроаспектів різноманітних навчальних моделей, концепцій та процесів і є достатньо потужною для вирішення проблем, пов'язаних з навчальним процесом. Розбиття інформації на тематичні, невеликі за обсягом шматочки допомагає підвищити увагу і сприяє кращому запам'ятовуванню. Дослідження показують, що мікронавчання може призвести до значного підвищення рівня успішності на іспитах (до 18 %). Також було доведено, що ця методика підвищує впевненість учнів у засвоєнні матеріалу.
Сучасне визначення мікронавчання — це техніка навчання, яка передбачає невеликі за обсягом уроки, щоб залучити учнів до процесу. Крім того, мікронавчання знаменує перехід від загальних моделей навчання до мікроперспектив і значення мікророзмірів у процесі навчання. Мікронавчання також розглядається як перспективна тема в навчанні на робочому місці, а застосування мікронавчання широко вивчається в різних галузях. Станом на 2020 рік було щонайменше 476 відповідних публікацій, які досліджували цю концепцію. Ця методика здатна вирішувати проблеми, пов'язані з повільним навчанням. Вона є функціональною не лише для навчання на основі навичок, але й для сталого соціально-економічного розвитку, і без урахування мікроперспектив у контексті навчання, освіти, підготовки та розвитку навичок неможливо ефективно впроваджувати освіту на основі навичок.